# Geleira Grey

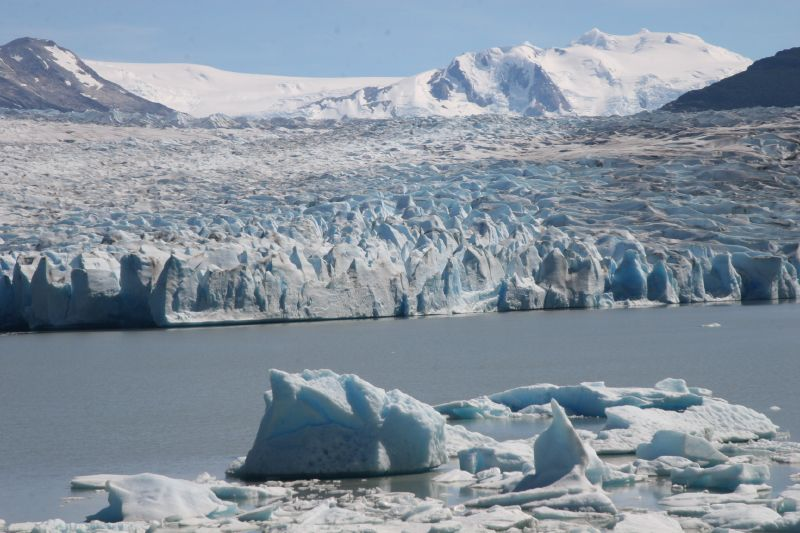
Geleira Grey

A geleira Grey é uma grande geleira localizada no Parque Nacional Torres del Paine, no Chile. Faz parte do campo de gelo do sul da Patagônia, que é o segundo maior campo de gelo extrapolar contíguo do mundo. Mede vinte e oito quilômetros de comprimento e tem uma área total de mais de duzentos e setenta quilômetros quadrados. Ele começa no lado oeste da Cordilheira dos Andes Patagônicos e termina nas margens do lago Grey. Em média, ele tem 30 metros de altura e cerca de 6 quilômetros de largura. A geleira flui para o sul até o lago homônimo. Antes de se dividir em dois na frente, a geleira tem seis quilômetros de largura e mais de trinta metros de altura. Em novembro de 2017, uma grande montanha de gelo se desprendeu da geleira.
Há outra vista da geleira da margem sul do lago, onde a geleira pode ser vista ao fundo, com fragmentos de gelo flutuando perto da costa.